# Чемпионат Казахстана по волейболу среди женщин
Чемпионат Казахстана по волейболу среди женщин — ежегодное соревнование женских волейбольных команд Казахстана. Проводится с сезона 1992/93.
Соревнования проходят в трёх дивизионах — Национальной лиге и высших лигах «А» и «Б».

## Формула соревнований
В сезоне 2024/25 чемпионат в Национальной лиге проходил в 3 этапа — предварительный, квалификационный и плей-офф. На предварительной стадии команды играли в три круга турами. Две лучшие команды напрямую вышли в полуфинал плей-офф. Команды, занявшие на предварительной стадии места с 3-го по 8-е в квалификационном раунде были разделены на две группы, в которых провели однокруговые турниры. Победители групп также вышли в полуфинал плей-офф. В плей-офф 4 команды по системе с выбыванием определили итоговую расстановку мест. Плей-офф проводился в Усть-Каменогорске. Серии матчей проходили до двух побед одного из соперников.
За победы со счётом 3:0 и 3:1 команды получают по 3 очка, за победы 3:2 — по 2, за поражения 2:3 — по 1, за поражения со счётом 0:3 и 1:3 очки не начисляются.
В Национальной лиге 2024/25 приняли участие 10 команд: «Жетысу» (Талдыкорган), «Берель» (Усть-Каменогорск), «Куаныш» (Петропавловск), «Караганда», «Туран» (Туркестан), «Актобе», «Алматы», «АРУ-Астана» (Астана), «Грация» (Уральск), «Эртис» (Павлодар). Чемпионский титул выиграл «Жетысу», победивший в финальной серии «Берель» 2-1 (3:1, 1:3, 3:1). 3-е место занял «Куаныш».

## Чемпионы
- 1993 «Азия»-АДК Алма-Ата
- 1994 АДК Алма-Ата
- 1995 «Пульс» Павлодар
- 1996 «Базис»-АДК Алма-Ата
- 1997 «Иртыш» Павлодар
- 1998 «Иртыш» Павлодар
- 1999 «Алма-Динамо» Алма-Ата
- 2000 «Астана Канаты» Астана
- 2001 «Рахат» Алма-Ата
- 2002 «Рахат» Алма-Ата
- 2003 «Рахат» Алма-Ата
- 2004 «Рахат» Алма-Ата
- 2005 «Рахат» Алма-Ата
- 2006 «Рахат» Алма-Ата
- 2007 «Рахат» Алма-Ата
- 2008 «Жетысу» Талдыкорган
- 2009 «Жетысу» Талдыкорган
- 2010 «Жетысу» Талдыкорган
- 2011 «Жетысу» Талдыкорган
- 2012 «Жетысу» Талдыкорган
- 2013 «Жетысу» Талдыкорган
- 2014 «Жетысу» Талдыкорган
- 2015 «Жетысу» Талдыкорган
- 2016 «Алтай» Усть-Каменогорск
- 2017 «Алтай» Усть-Каменогорск
- 2018 «Алтай» Усть-Каменогорск
- 2019 «Алтай» Усть-Каменогорск
- 2020 «Жетысу» Талдыкорган
- 2021 «Алтай» Усть-Каменогорск
- 2022 «Алтай» Усть-Каменогорск
- 2023 «Алтай» Усть-Каменогорск
- 2024 «Туран» Туркестан
- 2025 «Жетысу» Талдыкорган